# میوشی ناگاهارو
میوشی ناگاهارو (به ژاپنی: 三好長治); سامورایی، دایمیو اهل ولایت آوا در ژاپن در اواخر دوره سنگوکو و دوره آزوچی-مومویاما بود. وی پسر میوشی یوشی‌کاتا (میوشی جی‌کیو، دومین پسر میوشی موتوناگا، رهبر خاندان میوشی) و پسرخوانده سوگو کازوماسا (چهارمین پسر میوشی موتوناگا) بود.

## خانواده
- پدربزرگ وی میوشی موتوناگا (۱۵۲۲–۱۵۶۴) رهبر خاندان میوشی بود.
- عموی ارشد وی میوشی ناگایوشی نخستین فرزند موتوناگا و رهبر پرقدرت خاندان میوشی بود.
- پدر وی میوشی یوشی‌کاتا، دومین پسر میوشی موتوناگا بود.
- عموی کوچکتر وی آتاگی فویویاسو سومین پسر موتوناگا بود.
- کوچکترین عموی وی سوگو کازوماسا چهارمین پسر موتوناگا، پسر ارشد وی بنام میوشی یوشیتسوگو به فرزندخواندگی عمویش میوشی ناگایوشی درآمد و بجای وی آخرین رهبر خاندان میوشی شد. میوشی ناگاهارو به فرزندخواندگی وی درآمد.